# Rauf Adigozalov
Rauf Adigozalov (en azerí: Rauf Adıgözəlov; Bakú, 22 de noviembre de 1940 – Bakú, 29 de junio de 2002) fue cantante y violinista azerí, Artista de Honor de la RSS de Azerbaiyán.

## Biografía
Rauf Adigozalov nació el 22 de noviembre de 1940 en Bakú. En 1961 ingresó en la Academia de Música de Bakú. También estudió en el Conservatorio de Moscú. Él fue concertino de la Orquesta Sinfónica Estatal de Azerbaiyán y de la Orquesta Estatal de Cámara de Azerbaiyán desde 1966. También enseñó en la Academia de Música de Bakú. En 1996 fue invitado a la Academia Egipcia de Música como profesor. Rauf Adigozalov fue recibió el título “Artista de Honor de la RSS de Azerbaiyán” en 1992.
Rauf Adigozalov murió el 29 de junio de 2002 en Bakú.

## Premios y títulos
- Artista de Honor de la RSS de Azerbaiyán (1992)